# Hoděšovice

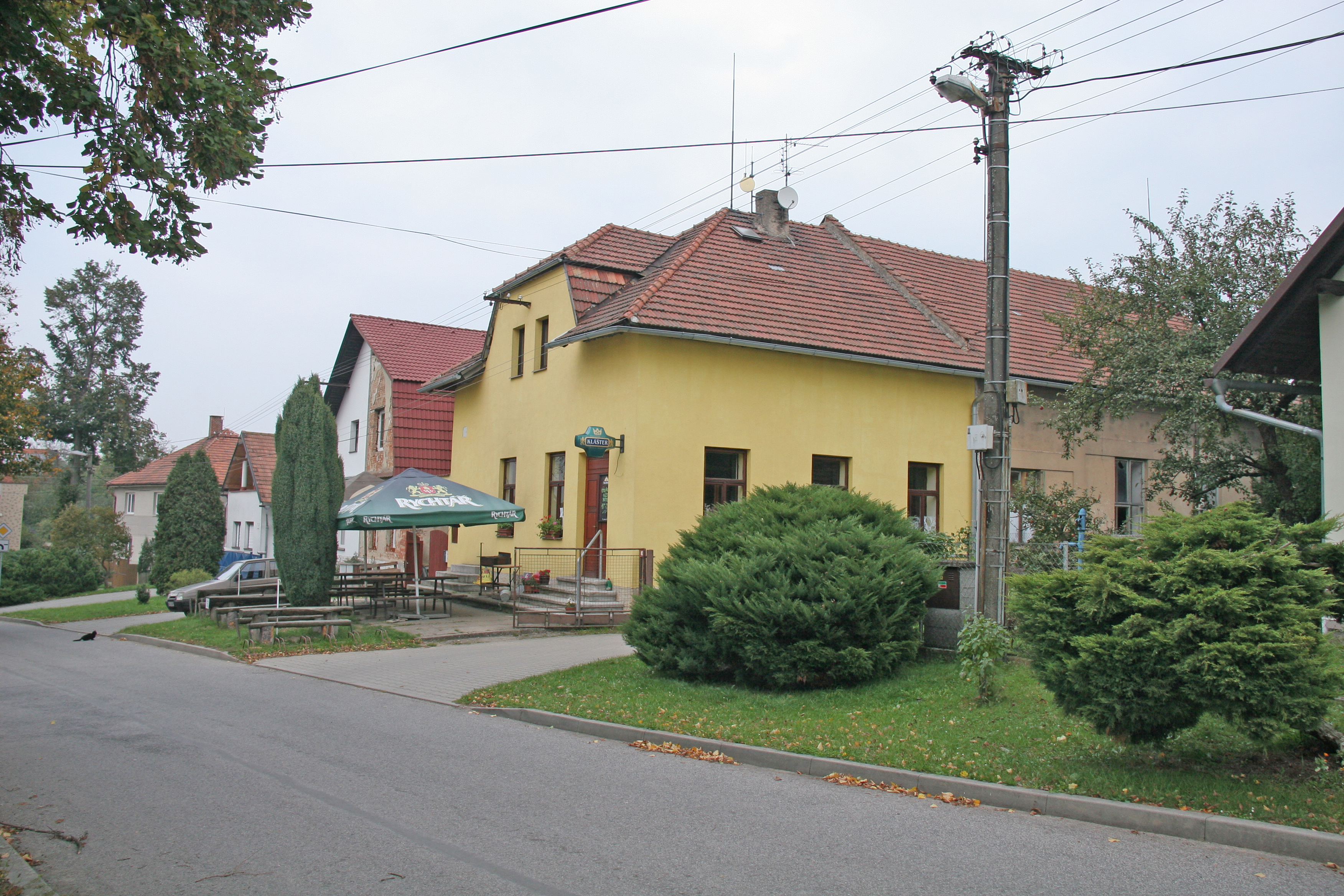
Wirtshaus

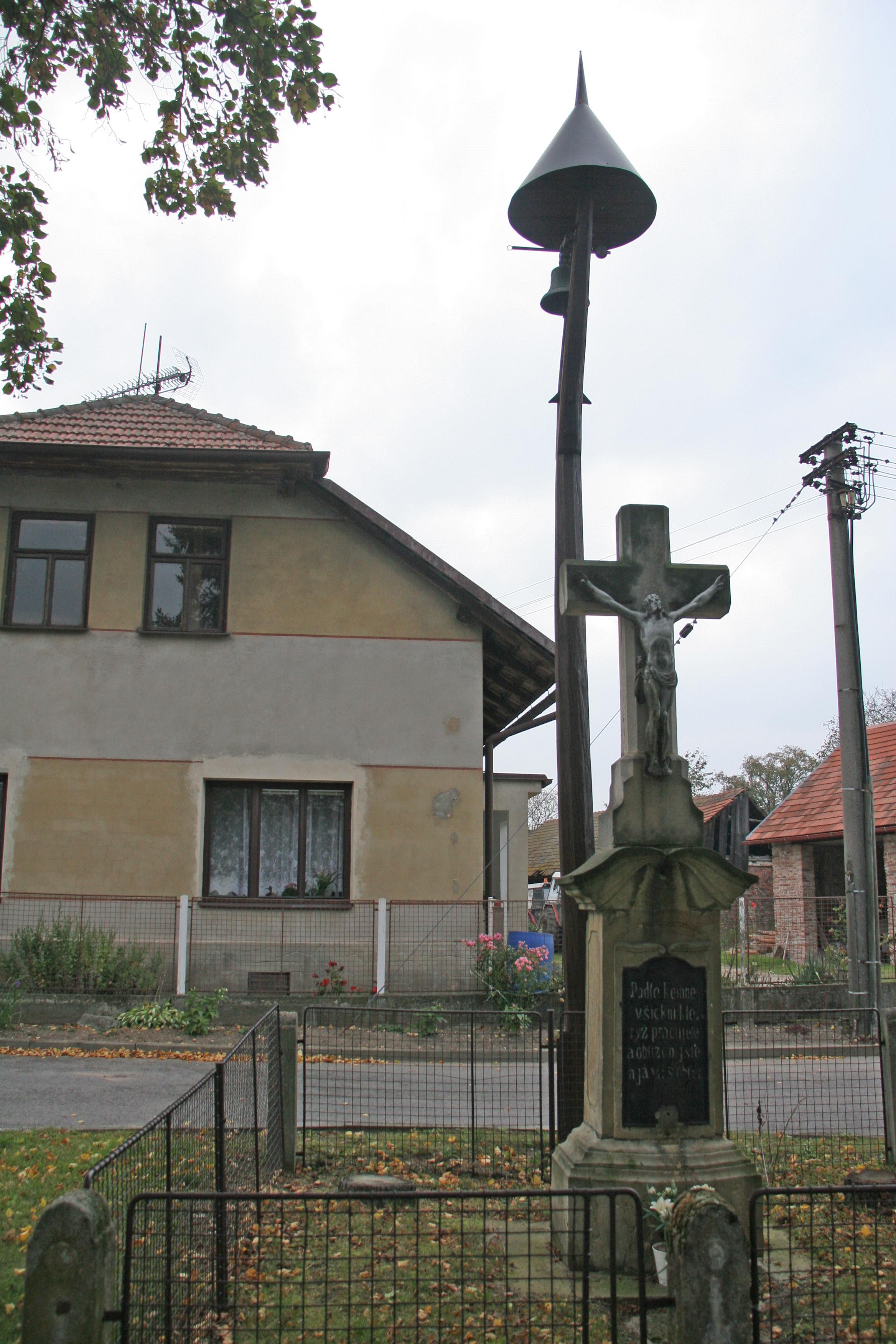
Kreuz und Glockenbaum

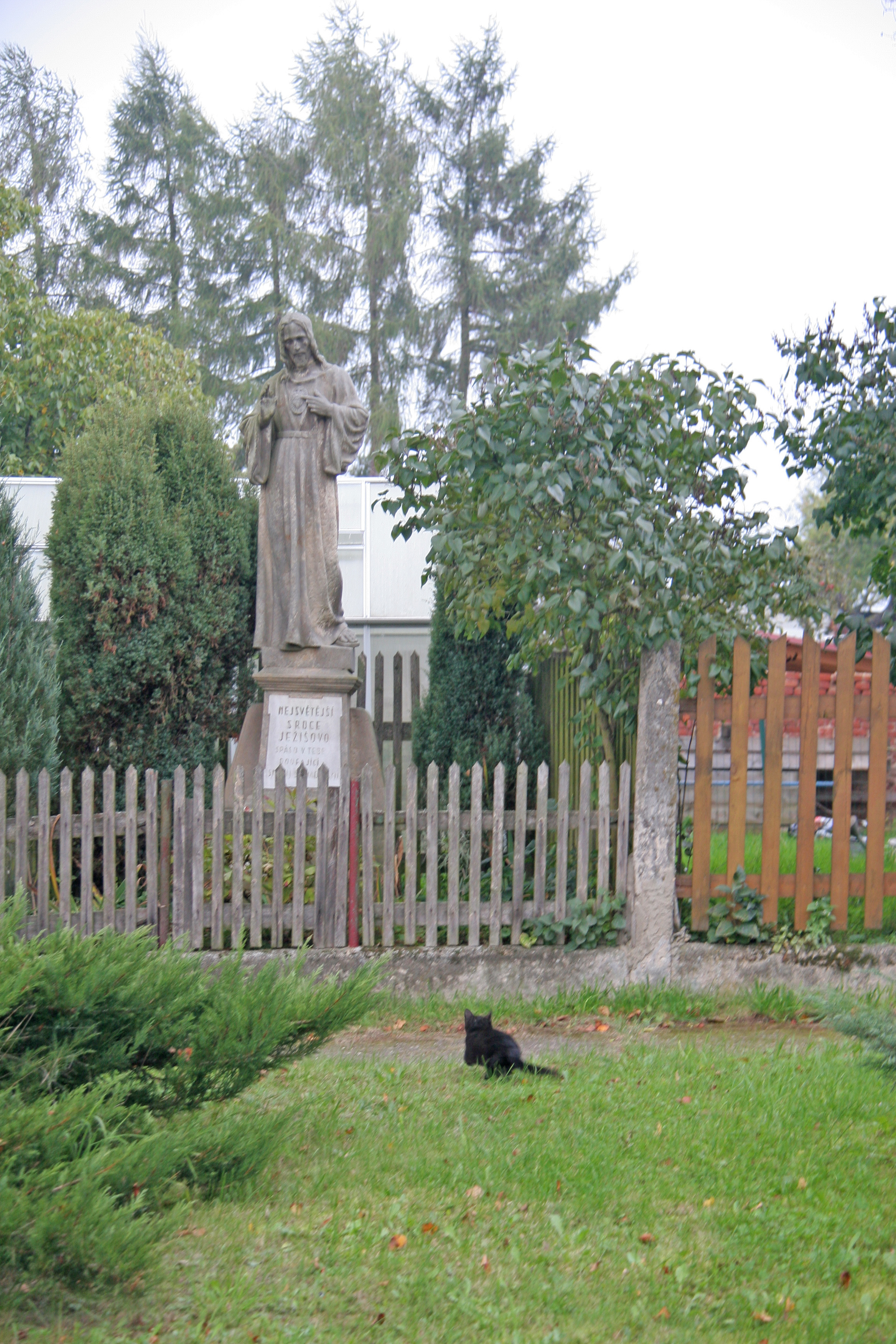
Herz Jesu Statue

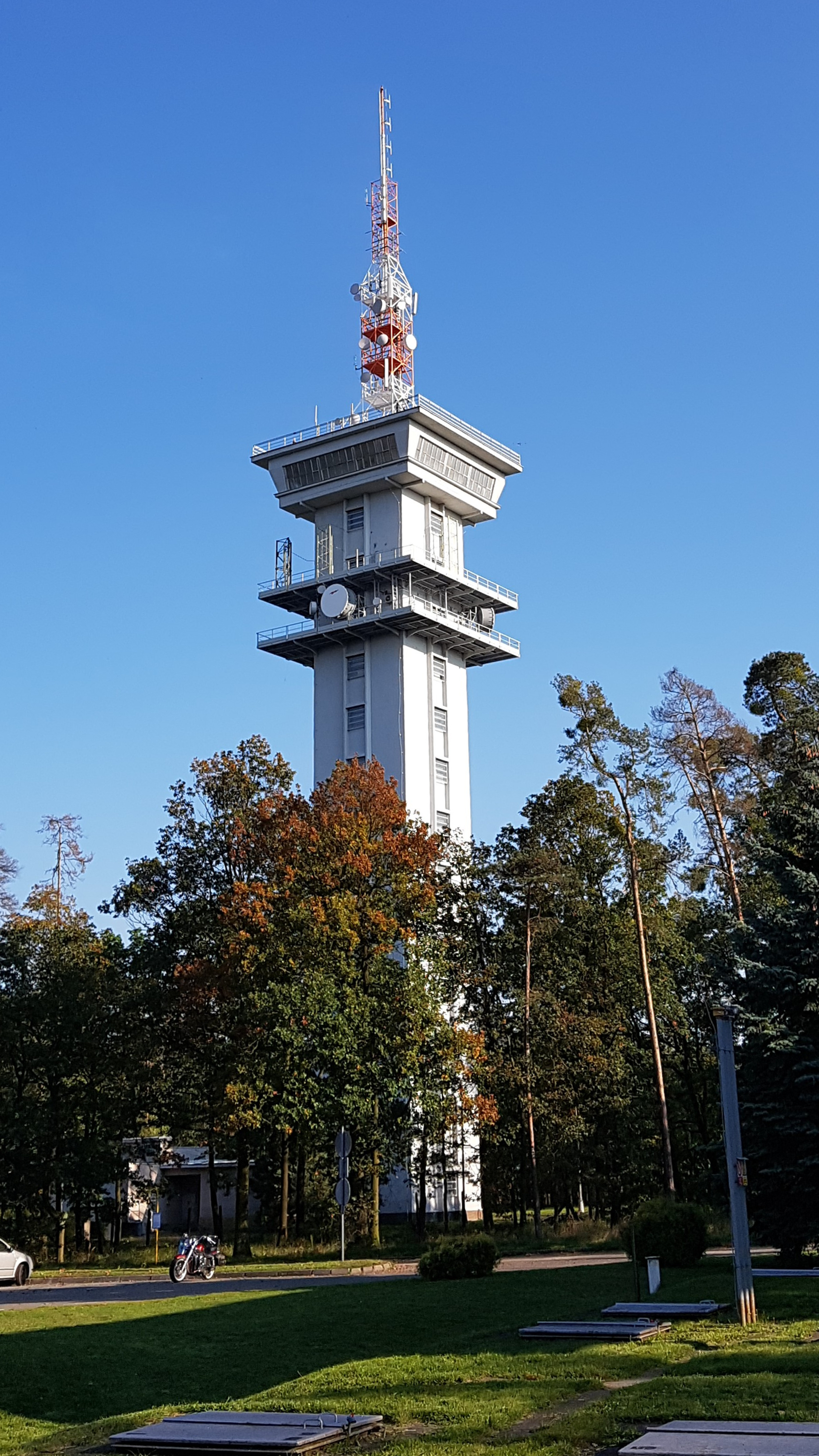
Fernsehturm Hradec Králové – Hoděšovice

Hoděšovice (deutsch Hodieschowitz, auch Hodeschowitz) ist ein Ortsteil der Gemeinde Býšť in Tschechien. Er liegt zehn Kilometer südöstlich des Stadtzentrums von Hradec Králové und gehört zum Okres Pardubice.

## Geographie
Das von ausgedehnten Wäldern umschlossene Dorf Hoděšovice befindet sich auf einer Anhöhe der Třebechovická tabule (Hohenbrucker Tafel). Westlich erhebt sich die Venclovká (295 m n.m.), im Nordwesten der Vrchboř (294 m n.m.). Gegen Nordwesten – beim Motorest Koliba – befindet sich der Fernsehsender Hradec Králové – Hoděšovice. Nordöstlich des Dorfes entspringt der Bach Stříbrný potok, südlich der Býšťský potok und westlich die Biřička. Östlich von Hoděšovice verläuft die Staatsstraße II/298 zwischen Třebechovice pod Orebem und Sezemice, im Westen die Staatsstraße I/35/E 442 zwischen Hradec Králové und Holice – eine Verbindungsstraße zwischen beiden Staatsstraßen führt in den Ort. 
Nachbarorte sind Rodoubračí, V Lukách, Podstrání, Bažantnice und Mazurova Chalupa im Norden, Krňovice, Štěnkov und Bělečko im Nordosten, U Obecníku und Hoděšovka im Osten, Kindlovka und Vysoké Chvojno im Südosten, Chvojenec und Býšť im Süden, Hrachoviště und Borek im Südwesten, Rybníčky, Koliba, Opatovice nad Labem und Vysoká nad Labem im Westen sowie Kukleny, Roudnička, Kluky, Nový Hradec Králové und Malšovice im Nordwesten. 

## Geschichte
Die Wälder auf der Třebechovická tabule waren bis zum Beginn des 12. Jahrhunderts unbesiedelt und bildeten die Jagddomäne der Přemysliden. Aus dem Jahre 1139 ist die Existenz des Fürstenhofes Chwoyno überliefert, in dessen Umgebung wahrscheinlich einige kleine Ansiedlungen entstanden waren, die zusammen mit dem Hof Siedlungsenklaven in dem Urwaldgebiet bildeten. Hoděšovice war ursprünglich eine Köhlersiedlung, der Legende nach war ein Köhler namens Jedlický ihr Gründer.
Die erste urkundliche Erwähnung des Dorfes erfolgte am 9. April 1336, als König Johann von Luxemburg das Städtchen und die Feste Chvojno mit den zugehörigen neun Dörfern Albrechtsdorf, Běleč, Bělečko, Ekleinsdorf, Hermansdorf, Chvojence Nízké, Hoděšovice, Tiezmansdorf und Walthersdorf für 2000 Schock Groschen an die Brüder Pertholt, Heinrich und Johann von Leipa verpfändete. Hoděšovice wurde 1348 von der Herrschaft Chvojno abgetrennt und der Burg Albrechtice zugeschlagen. Im Urbar von 1494 sind für Hoděšovice neun Anwesen, darunter eine Schänke aufgeführt. 1495 erwarb Wilhelm von Pernstein erwarb die Herrschaft Albrechtice und vereinigte sie mit seinen Herrschaften Pardubitz und Kunburg.  
Wilhelm von Pernstein vererbte seine böhmischen Güter 1521 seinem jüngeren Sohn Vojtěch, nach dessen Tod fielen sie 1534 seinem Bruder Johann zu. Dieser hinterließ 1548 seinem Sohn Jaroslav hohe Schulden. 1554 besuchte König Ferdinand I. bei einem Ausflug mit seinen Gefährten die Wälder bei Hoděšovice. Am 21. März 1560 veräußerte Jaroslav von Pernstein die gesamte Herrschaft Pardubitz an Ferdinand I. Dessen Nachfolger Maximilian II. übertrug die Verwaltung der königlichen Herrschaften der Hofkammer. König Rudolf II. ließ die Herrschaft 1588 durch ein System von 24 Rychta (Scholtiseien) neu organisieren, Hoděšovice unterstand dem Rychtář in Běleč. 1617 lebten 13 Siedler in Hoděšovice. Während des Dreißigjährigen Krieges brannten drei Gehöfte nieder und blieben verlassen. Im Jahre 1777 standen 13 Häuser in Hoděšovice. Zwischen 1780 und 1807 übte der Rychtář Jan Jedlička aus Hoděšovice die niedere Gerichtsbarkeit für die sogenannte Malá Strana aus, die die Dörfer Albrechtice, Běleč, Bělečko, Býšť, Chvojenec, Chvojno, Hoděšovice, Nová Ves, Poběžovice und Štěpánovsko umfasste. Die Haupterwerbsquelle der Bewohner bildete die Forstarbeit in den königlichen Wäldern; die Landwirtschaft war wegen der Sand-Lehm- bzw. Sand-Ton-Böden nur wenig ertragreich.
Im Jahre 1835 bestand das im Chrudimer Kreis gelegene Dorf Hodieschowitz bzw. Hoděssowice aus 23 Häusern, in denen 243 Personen lebten. Pfarrort war Beyscht. Bis zur Mitte des 19. Jahrhunderts blieb Hodieschowitz der k.k. Kameralherrschaft Pardubitz untertänig.
Nach der Aufhebung der Patrimonialherrschaften bildete Hoděšovice ab 1849 eine Gemeinde im Gerichtsbezirk Holitz. Ab 1868 gehörte das Dorf zum politischen Bezirk Pardubitz. Im Jahre 1865 erwarb der Industrielle Johann Liebieg die Wälder auf der Hohenbrucker Tafel, ab 1884 gehörten sie Alexander Markgraf von Pallavicini auf Jemnice. 1869 hatte Hoděšovice 370 Einwohner und bestand aus 53 Häusern. Mit 429 Einwohnern erreichte das Dorf 1880 seine für lange Zeit höchste Bevölkerungszahl. In den Jahren 1886 bis 1887 wurde eine zweiklassige Dorfschule errichtet. Im Jahre 1900 lebten in dem Dorf 378 Menschen, 1910 waren es 315. Ab 1920 wurde in Hoděšovice nur noch einklassig unterrichtet. Nach der Gründung der Tschechoslowakei wurde 1921 die Waldherrschaft des Markgrafen von Pallavicini im Zuge der Bodenreform enteignet und verstaatlicht. Pallavicini versuchte sein Eigentum zu retten, in dem er bei der Gemeindevertretung von Vysoké Chvojno das Heimatrecht beantragte, um damit die tschechoslowakische Staatsbürgerschaft zu erlangen. Als dies abgelehnt wurde, versuchte er erfolglos, sein Recht vor dem Ständigen Internationalen Gerichtshof durchzusetzen.
Die Freiwillige Feuerwehr wurde 1924 gegründet. 1930 hatte das Dorf 249 Einwohner. 1931 wurde ein Teil der Wälder an die Stadt Hradec Králové verkauft, der übrige Teil aufgeteilt; durch die neuen Waldbesitzer erfolgte die Gründung einer Waldgenossenschaft. In dieser Zeit begann auch die touristische Erschließung der Wälder. Im Jahre 1943 wurde das Dorf elektrifiziert. Die Schule wurde 1957 wegen zu geringer Schülerzahl geschlossen. Im Jahre 1949 wurde Hoděšovice dem Okres Holice zugeordnet, seit 1960 gehört die Gemeinde wieder zum Okres Pardubice. Am 30. April 1976 erfolgte die Eingemeindung nach Býšť. 
Im Jahre 1991 hatte Hoděšovice nur noch 91 Einwohner. Neben dem Motorest Koliba entstand in den Jahren 1991 bis 1992 der Vysílač Hradec Králové – Hoděšovice; der in Betonbauweise errichtete Fernsehturm ist vom gleichen Typ wie die Türme auf dem Keilberg, dem Grünberg und am Fort Radíkov. 1995 erfolgte der Abriss des Schulhauses. Beim Zensus von 2001 lebten in den 62 Häusern von Hoděšovice 99 Menschen. Die 2002 begonnene Errichtung des Wohngebietes Hoděšovice-jih auf den Feldern südlich der Ortszufahrtsstraße ließ die Einwohnerzahl seitdem stark ansteigen. Die abgeschiedene Lage mit guter Straßenanbindung machte den Siedlungsstandort lukrativ. Die Siedlung Hoděšovice-jih wurde inzwischen zur Grundsiedlungseinheit erhoben. Beim Zensus von 2011 hatte Hoděšovice 344 Einwohner, davon lebten 141 im alten Dorf und 203 in Hoděšovice-jih. Derzeit leben in dem Ortsteil bereits über 550 Menschen.

## Ortsgliederung
Der Ortsteil Hoděšovice besteht aus den Grundsiedlungseinheiten Hoděšovice und Hoděšovice-jih. Zu Hoděšovice gehören zudem die Einschichten Bažantnice, Koliba, Kukleny, Mazurova Chalupa, Podstrání, Rodoubračí und V Lukách.
Der Ortsteil bildet einen Katastralbezirk.

## Sehenswürdigkeiten
- Herz-Jesu-Statue
- Gedenkstein für die Gefallenen des Ersten Weltkrieges
- Steinernes Kreuz auf dem Dorfplatz, geschaffen 1896
- Hölzerner Glockenbaum
- Naturreservat Mazurovy chalupy nördlich des Dorfes